# 레너드 스키너드
레너드 스키너드(Lynyrd Skynyrd)는 1964년에 결성된 미국의 록 밴드이다. 로니 반 잰트 (리드 보컬), 게리 로싱턴 (기타), 앨런 콜린스 (기타), 래리 준스트롬 (베이스 기타), 밥 번즈 (드럼)로 구성되어 있다. 밴드는 다양한 이름으로 5년 동안 작은 공연장을 순회하며 여러 라인업을 변경한 후 1969년 "레너드 스키너드"를 결정했다. 이 밴드는 1973년 베이시스트 레온 윌크슨, 키보디스트 빌리 파월, 기타리스트 에드 킹을 포함한 라인업으로 정착하여 첫 음반을 발매했다. 1974년, 번스는 아티머스 파일로 교체되었다. 킹은 1975년에 떠났고 1976년에 스티브 게인스로 대체되었다. 1970년대에 그들의 명성이 절정에 달했을 때, 밴드는 〈Sweet Home Alabama〉와 〈Free Bird〉와 같은 노래로 서던 록 장르를 대중화했다. 1977년 10월 20일 비행기 사고로 반 잰트, 스티브 게인스, 백업 가수 캐시 게인스가 사망했고 나머지 멤버들도 심각한 부상을 입었다.
레너드 스키너드는 1987년 로니의 동생 조니 반 잰트와 함께 리드 보컬로 재결합하기 위해 재결합했다. 그들은 공동 창립자 로싱턴(이 밴드의 유일한 연속 멤버), 조니 반 잰트, 리키 메드록과 함께 투어를 계속하고 녹음한다. 2018년 1월, 레너드 스키너드는 고별 투어를 발표했고, 2019년 10월 현재 투어를 계속하고 있다. 멤버들은 또한 그들의 열다섯 번째 음반을 작업하고 있다.
2004년, 《롤링 스톤》은 레너드 스키너드를 "역대 최고의 아티스트 100인" 목록에서 95위로 선정했다. 2006년 3월 13일 로큰롤 명예의 전당에 헌액되었다. 현재까지 이 밴드는 미국에서 2,800만 장 이상의 음반을 판매했다.

## 음반 목록

### 스튜디오 음반
- (Pronounced 'Lĕh-'nérd 'Skin-'nérd) (1973년)
- Second Helping (1974년)
- Nuthin' Fancy (1975년)
- Gimme Back My Bullets (1976년)
- Street Survivors (1977년)
- Lynyrd Skynyrd 1991 (1991년)
- The Last Rebel (1993년)
- Endangered Species (1994년)
- Twenty (1997년)
- Edge of Forever (1999년)
- Christmas Time Again (2000년)
- Vicious Cycle (2003년)
- God & Guns (2009년)
- Last of a Dyin' Breed (2012년)